# プライマス (バンド)
プライマス（Primus）は、アメリカ合衆国出身のオルタナティヴ・ロック・バンド。
主宰者レス・クレイプールの高度なベース・テクニックと、幅広いジャンルの音楽を吸収したサウンドを持ち味としている。

## 来歴

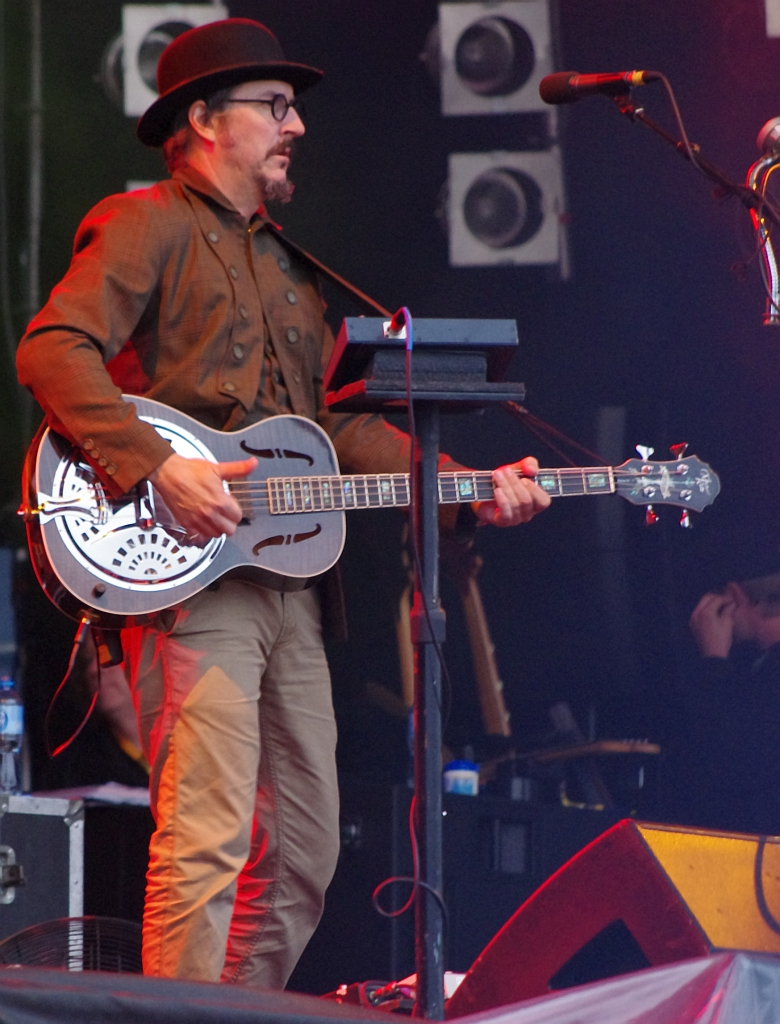
創始者レス・クレイプール(Vo、B)

1984年、レス・クレイプールを中心に結成。メンバーチェンジを経て、元ポゼスト〜ブラインド・イリュージョンのラリー・ラロンデと、ティム・アレキサンダーが加入し、1989年、クレイプールの父が費用を負担した自主制作ライブ・アルバム『サック・オン・ディス』でインディ・デビュー。
その後、アルバム『Frizzle Fry』を経て、1991年にアルバム『セイリング・ザ・シーズ・オブ・チーズ』を、当時ワーナー・ミュージック・グループ傘下のレーベルであったインタースコープ・レコードから発表し、メジャーデビュー。同作にはトム・ウェイツがゲスト参加しており、後にレスもトム・ウェイツのアルバムに度々参加している。
1993年発表のアルバム『ポーク・ソーダ』は、全米7位を記録。
1994年、クレイプールは「ソーセージ」というサイド・プロジェクトを立ち上げ、アルバム『謎解きの夜 (Riddles Are Abound Tonight)』を発表。
1995年、アルバム『テイルズ・フロム・ザ・パンチボール』が全米8位を記録するが、1996年にティム・アレキサンダーが脱退。ブレインことブライアン・マンティアを後任に迎え、アニメ番組『サウスパーク』のテーマ曲を提供。

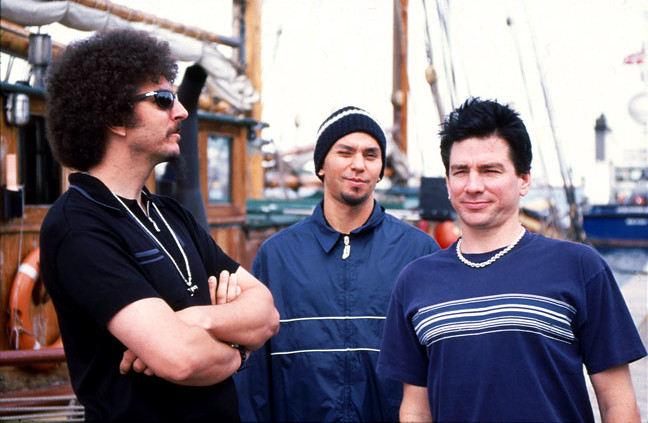
1998年のグループショット

1999年、オズフェストに参加。同年発表のアルバム『アンチポップ』は、トム・ウェイツに加え、フレッド・ダースト、トム・モレロ、ジム・マーティン（元フェイス・ノー・モア）、ジェイムズ・ヘットフィールド、スチュワート・コープランド等の多彩なゲストミュージシャンを迎え制作された。また、同年にはトム・ウェイツのアルバム『ミュール・ヴァリエイションズ』や、ジャック・ケルアックのトリビュート・アルバム『「路上 - オン・ザ・ロード」を詩う (Reads on the Road)』でトムと共演。
2000年にはブラック・サバスのトリビュート・アルバム『トリビュート・トゥ・ブラック・サバス - ネイティヴィティ・イン・ブラックII (Nativity in Black II: A Tribute to Black Sabbath)』でオジー・オズボーンと共演。同年のツアーを最後に、プライマスは一旦解散する（クレイプール自身は「昼寝」としている）。クレイプールは、オイスターヘッド（スチュワート・コープランドやフィッシュのトレイ・アナスタシオと共に結成したジャム・バンド）やソロ名義で活動。
2003年、レス・クレイプール、ラリー・ラロンデ、ティム・アレキサンダーの3人で再結成し、DVDと新曲を含むEPを抱き合わせた『アニマルズ・シュド・ノット・トライ・トゥ・アクト・ライク・ピープル』発表。

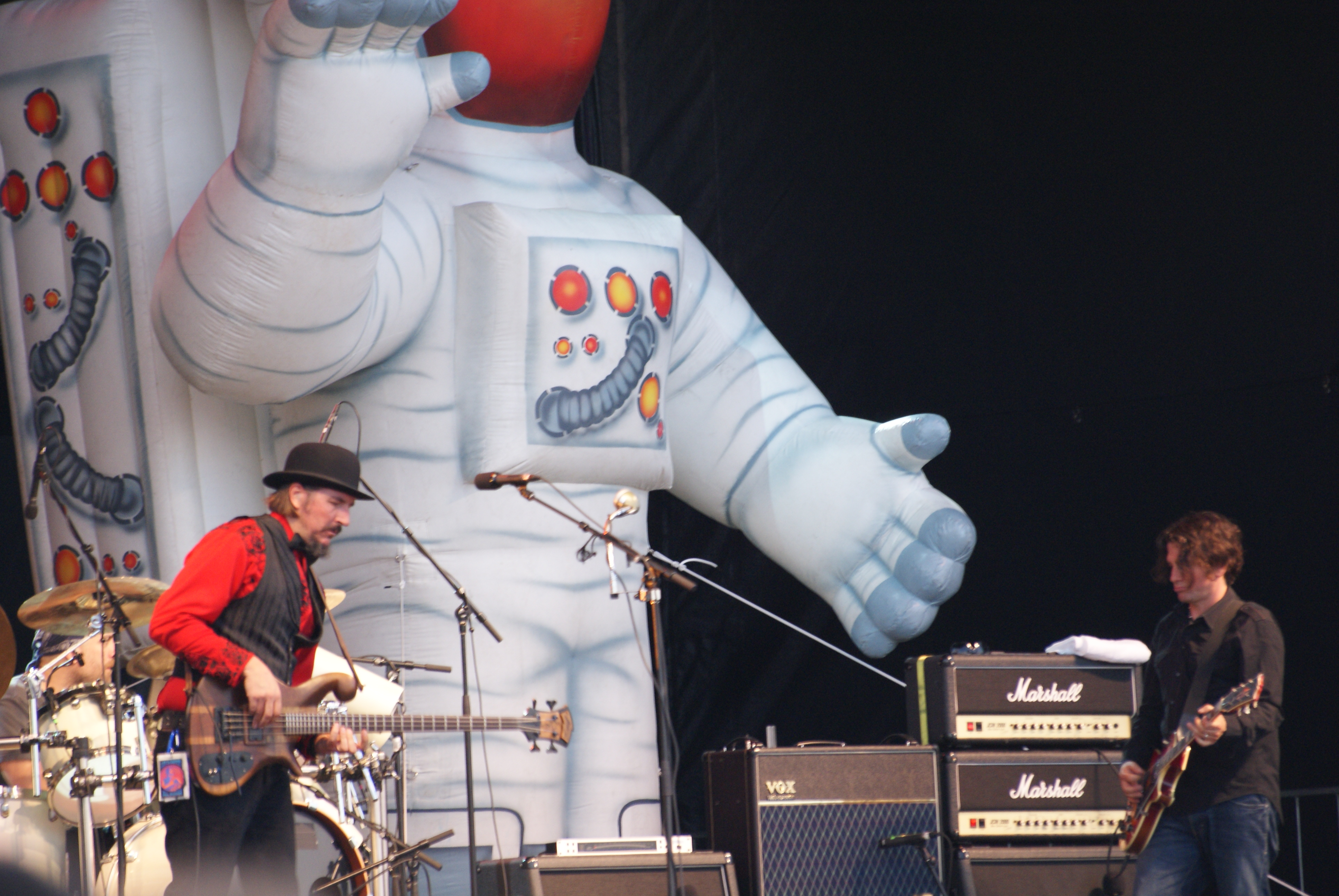
カナダ・オタワ公演 (2008年)

2006年、初のベスト・アルバム『They Can't All Be Zingers』と、再結成後のライブを収録したDVD『Blame It On The Fish』発表。
2010年、初期ドラマー ジェイ・レインが21年ぶりに復帰。同年8月、『June 2010 Rehearsal』と題した4曲入りEPがオフィシャルサイトで無料配信された。
2013年9月にレインが脱退し、ティム・アレキサンダーが復帰。
2014年10月、アルバム『Primus & the Chocolate Factory with the Fungi Ensemble』を発表。

## メンバー

### 現ラインナップ
- レス・クレイプール (Les Claypool) - ボーカル、ベース (1984年-2000年、2003年- )
- ラリー "レア" ラロンデ (Larry "Ler" LaLonde) - ギター (1989年-2000年、2003年- )

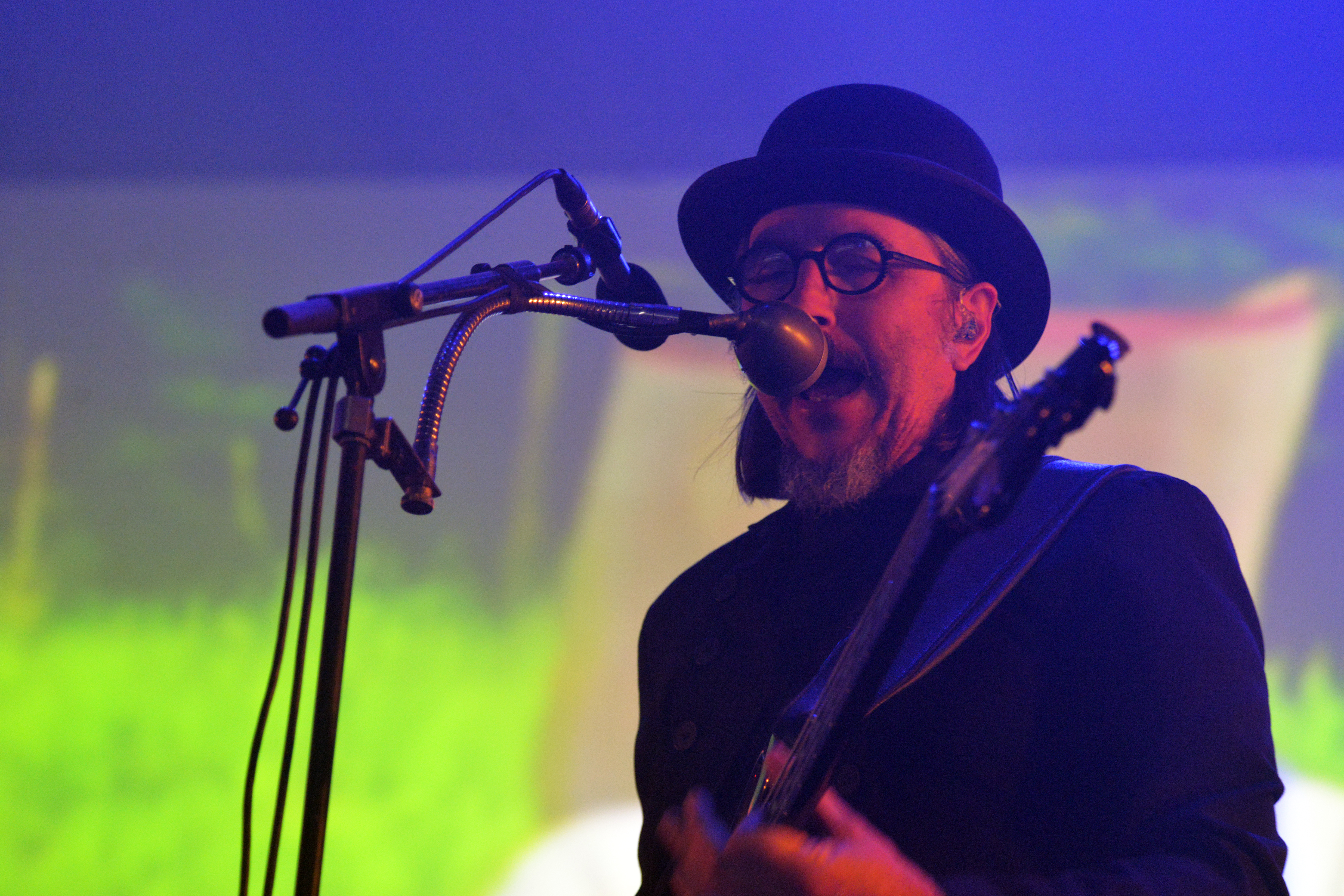
レス・クレイプール(Vo、B) 2017年
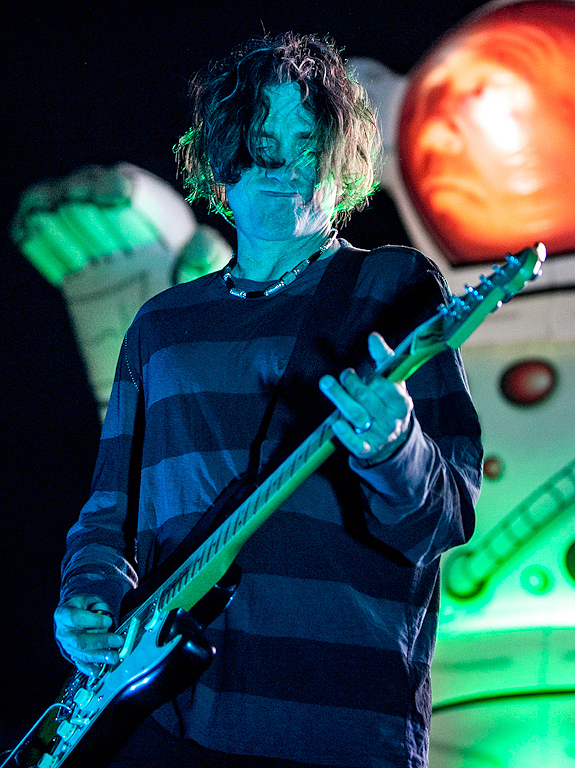
ラリー・ラロンデ(G) 2012年
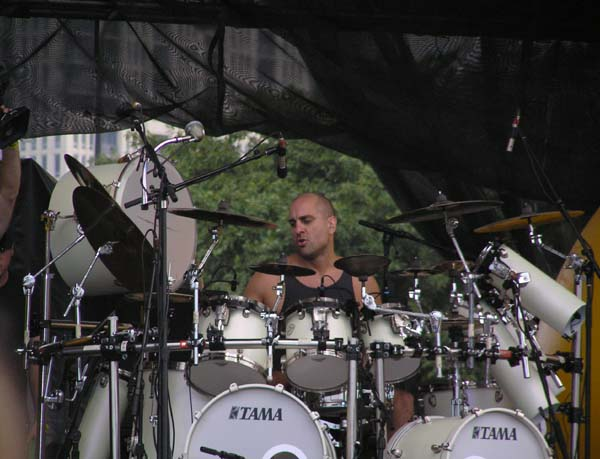
ティム・アレキサンダー(Ds) 2005年

### 旧メンバー
- トッド・フース (Todd Huth) - ギター (1984年-1989年)
- ビンス "パーマ" パーカー (Vince "Perm" Parker) - ドラムス (1984年)
- ピーター・リビー (Peter Libby) - ドラムス (1984年-1986年)
- ロビー・ビーン (Robbie Bean) - ドラムス (1986年)
- ティム "カーブボール" ライト (Tim "Curveball" Wright) - ドラムス (1986年-1988年)
- ジェイ・レイン (Jay Lane) - ドラムス (1988年-1989年、2010年-2013年)
- ブライアン "ブレイン" マンティア (Bryan "Brain" Mantia) - ドラムス (1989年、1996年-2000年)
- ティム "ハーブ" アレキサンダー (Tim "Herb" Alexander) - ドラムス (1989年-1996年、2003年-2010年、2013年-2024年)

### 旧ツアー・メンバー
- バケットヘッド (Buckethead) - ギター (1999年)
- ダニー・キャリー (Danny Carey) - ドラムス (2014年)

## ディスコグラフィ

### スタジオ・アルバム
- 『フリズル・フライ』 - Frizzle Fry (1990年)
- 『セイリング・ザ・シーズ・オブ・チーズ』 - Sailing the Seas of Cheese (1991年)
- 『ポーク・ソーダ』 - Pork Soda (1993年)
- 『テイルズ・フロム・ザ・パンチボール』 - Tales from the Punchbowl (1995年)
- 『ブラウン・アルバム』 - Brown Album (1997年)
- 『アンチポップ』 - Antipop (1999年)
- 『グリーン・ナウガハイド』 - Green Naugahyde (2011年)
- Primus & the Chocolate Factory with the Fungi Ensemble (2014年)
- 『ザ・ディサチュレーティング・セヴン』 - Desaturating Seven (2017年)

### ライブ・アルバム
- 『サック・オン・ディス』 - Suck on This (1989年)
- Gone Fishing (1992年)

### コンピレーション・アルバム
- Miscellaneous Debris (1992年)
- 『ライノプラスティ』 - Rhinoplasty (1998年)
- They Can't All Be Zingers (2006年)

### 映像作品
- 『アニマルズ・シュド・ノット・トライ・トゥ・アクト・ライク・ピープル』 - Animals Should Not Try to Act Like People (2003年) ※CD+DVD